# Giorgio Sernagiotto

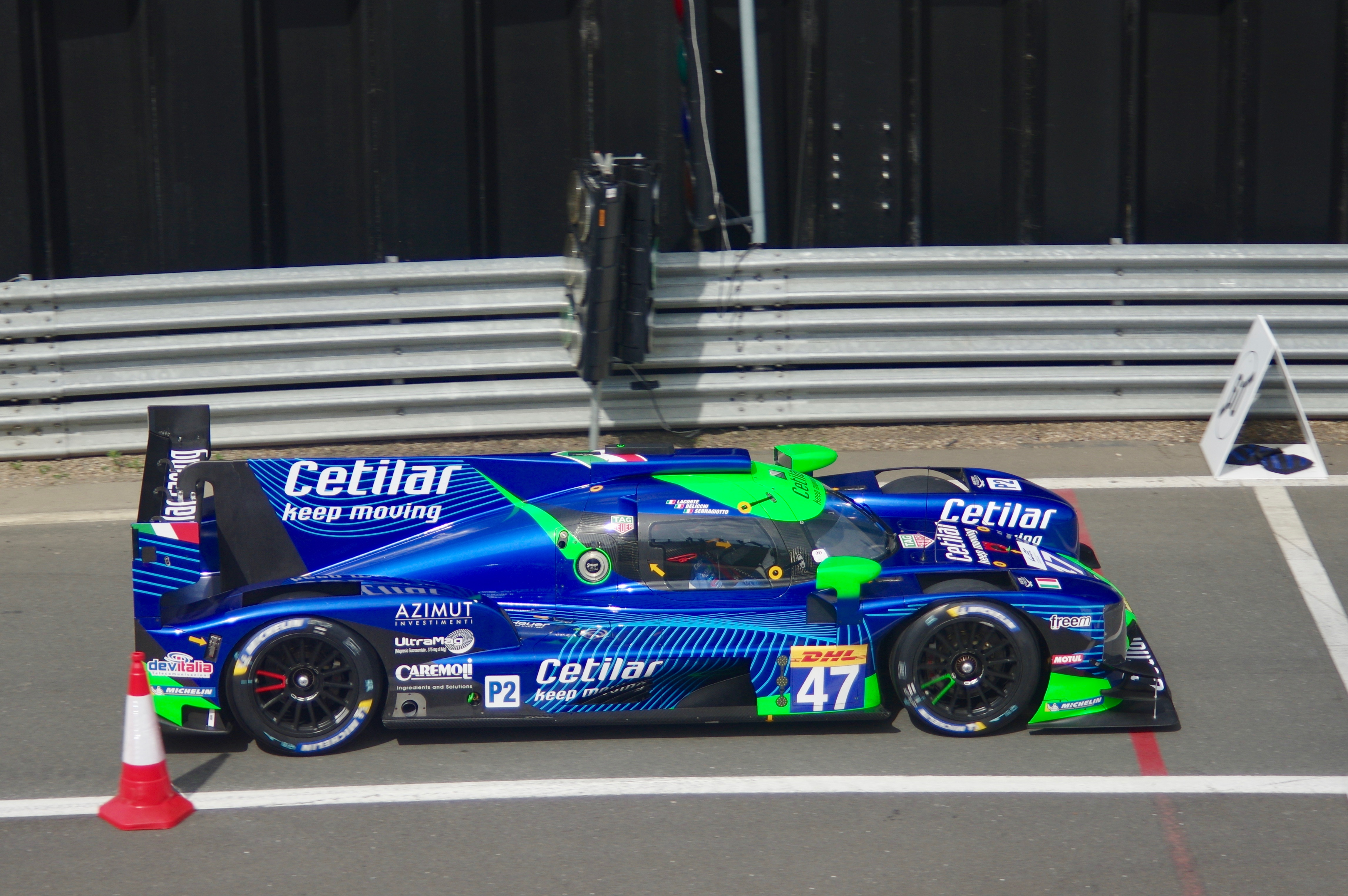
Der Dallara P217 von Andrea Belicchi, Giorgio Sernagiotto und Roberto Lacorte beim 4-Stunden-Rennen von Silverstone 2019

Giorgio Sernagiotto (* 28. Juli 1981 in Asolo) ist ein italienischer Autorennfahrer.

## Karriere als Rennfahrer
Giorgio Sernagiotto begann früh in seinem Leben mit dem Motorsport. Sein Vater arbeitete als Fahrlehrer für Rallyefahrer und ließ den Sohn mit 10 Jahren erste Kartrennen bestreiten. Über Juniormeisterschaften kam er als 18-Jähriger in den South Garda Winter Cup ICA 1999, den er als Dritter beendete.
2000 vollzog sich der Wechsel in den Monopostosport mit Erfolgen in der Formel Ford. Er gewann 2000 die italienische Formel-Ford-1600-Meisterschaft und 2001 die Meisterschaft der 1800er-Wagen. Es folgten Starts in der Formel Renault und der Formel 3, wo er an diese Erfolge nicht anschließen konnte. 
Viele Jahre war er in der Ferrari Challenge aktiv. 2009 gewann er die italienische Meisterschaft dieser Rennserie.
Mit dem italienischen Rennstall Villorba Corse und seinem Freund Roberto Lacorte stieg er 2015 in die European Le Mans Series ein, wo seine bisherigen Platzierungen die fünften Gesamtränge beim 4-Stunden-Rennen von Monza 2017 und dem 4-Stunden-Rennen von Portimão im selben Jahr waren. 2017 gab er mit dem neunten Endrang sein Debüt beim 24-Stunden-Rennen von Le Mans. 2018 erreichte er bei diesem Langstreckenrennen den 19. Gesamtrang.

## Statistik

### Le-Mans-Ergebnisse
| Jahr | Team                   | Fahrzeug            | Teamkollege     | Teamkollege     | Platzierung | Ausfallgrund |
| ---- | ---------------------- | ------------------- | --------------- | --------------- | ----------- | ------------ |
| 2017 | Cetilar Villorba Corse | Dallara P217        | Andrea Belicchi | Roberto Lacorte | Rang 9      |              |
| 2018 | Cetilar Villorba Corse | Dallara P217        | Felipe Nasr     | Roberto Lacorte | Rang 19     |              |
| 2019 | Cetilar Villorba Corse | Dallara P217        | Andrea Belicchi | Roberto Lacorte | Rang 18     |              |
| 2020 | Cetilar Villorba Corse | Dallara P217        | Andrea Belicchi | Roberto Lacorte | Rang 14     |              |
| 2021 | Cetilar Racing         | Ferrari 488 GTE Evo | Antonio Fuoco   | Roberto Lacorte | Ausfall     | Unfall       |

### Sebring-Ergebnisse
| Jahr | Team           | Fahrzeug                 | Teamkollege   | Teamkollege     | Platzierung             | Ausfallgrund    |
| ---- | -------------- | ------------------------ | ------------- | --------------- | ----------------------- | --------------- |
| 2022 | Cetilar Racing | Ferrari 488 GT3 Evo 2020 | Antonio Fuoco | Roberto Lacorte | Rang 22 und Klassensieg |                 |
| 2023 | Cetilar Racing | Ferrari 296 GT3          | Antonio Fuoco | Roberto Lacorte | Rang 37                 |                 |
| 2024 | Cetilar Racing | Ferrari 296 GT3          | Antonio Fuoco | Roberto Lacorte | Rang 30                 |                 |
| 2025 | Cetilar Racing | Ferrari 296 GT3          | Antonio Fuoco | Lorenzo Patrese | Ausfall                 | Getriebeschaden |

### Einzelergebnisse in der FIA-Langstrecken-Weltmeisterschaft
| Saison  | Team             | Rennwagen       | 1   | 2   | 3   | 4   | 5   | 6   | 7   | 8   | 9   |
| ------- | ---------------- | --------------- | --- | --- | --- | --- | --- | --- | --- | --- | --- |
| 2017    | Cetilar Villorba | Dallara P217    | SIL | SPA | LEM | NÜR | MEX | AUS | FUJ | SHA | BAH |
| 2017    | Cetilar Villorba | Dallara P217    | 9   |     |     |     |     |     |     |     |     |
| 2018/19 | Cetilar Villorba | Dallara P217    | SPA | LEM | SIL | FUJ | SHA | SEB | SPA | LEM |     |
| 2018/19 | Cetilar Villorba | Dallara P217    |     | 19  |     |     |     |     |     | 18  |     |
| 2019/20 | Cetilar Villorba | Dallara P217    | SIL | FUJ | SHA | BAH | AUS | SPA | LEM | BAH |     |
| 2019/20 | Cetilar Villorba | Dallara P217    | 11  | 12  | 12  | 12  | 11  | 8   | 14  | 28  |     |
| 2021    | Cetilar Racing   | Ferrari 488 GTE | SPA | POR | MON | LEM | BAH | BAH |     |     |     |
| 2021    | Cetilar Racing   | Ferrari 488 GTE | 22  | 18  | 29  | DNF | 27  | 22  |     |     |     |